# ایوان یاریگین
ایوان یاریگین (به روسی: Ива́н Яры́гин) (متولد ۷ نوامبر ۱۹۴۸ در کمروفسکایا – درگذشتهٔ ۱۱ اکتبر ۱۹۹۷) کشتی‌گیر آزادکار و مربی کشتی اهل شوروی بود. وی دو مدال طلای المپیک (۱۹۷۲ مونیخ و ۱۹۷۶ مونترآل)، یک مدال طلای قهرمانی جهان (۱۹۷۳ تهران) و سه طلا و دو نقره قهرمانی اروپا را در وزن ۱۰۰ کیلوگرم دریافت کرد.
یاریگین پس از کسب دومین طلای المپیک، یاریگین هیچگاه در رقابت‌های جهانی و المپیک حضور نیافت ولی چهار بار در سال‌های ۷۶، ۷۷، ۷۹ و ۸۰ در جام جهانی کشتی شرکت کرد و به ۴ مدال طلا دست یافت.
یاریگین بعد از پایان دوره ورزش قهرمانی خود به کسوت مربیگری درآمد و پس از کناره‌گیری یوری شاهمرادف از سال ۱۹۸۲ هدایت تیم ملی کشتی آزاد شوروی به او سپرده شد. یاریگین تا سال ۱۹۹۲ سرمربی این تیم بود و از سال ۱۹۹۳ تا ۹۷ نیز رئیس فدراسیون کشتی روسیه بود. یاریگین در سال ۱۹۹۷ در یک سانحهٔ رانندگی درگذشت و پس از آن زمستان هر سال یک تورنمنت بین‌المللی کشتی به نام او در شهر کراسنویارسک برگزار می‌شود.

## جام ایوان یاریگین
رقابت های کشتی ایوان یاریگین در سال ۱۹۹۰ میلادی (۷ سال قبل از فوت ایوان یاریگین) شروع شد و اولین دوره مسابقات در آباکان برگزار شد. از سال ۱۹۹۱، این مسابقات در کراسنویارسک برگزار می شود. ۳۵ امین دوره این مسابقات در سال ۲۰۲۴ برگزار شد. در ابتدا فقط در کشتی آزاد مردان برگزار می شد و بعدتر کشتی آزاد زنان هم اضافه شد. کشتی فرنگی هیچ گاه برگزار نشده است. به دلیل حضور پرتعداد کشتی گیران از سراسر روسیه کسب مدال حتی از مسابقات جهانی هم سخت تر است. به همین دلیل اغلب ایران تیمی اعزامی نکرده یا با نفرات محدود و جوان در این رقابت ها شرکت کرده است.

## المپیک ۱۹۷۲ مونیخ
یاریگین در المپیک ۱۹۷۲ مونیخ با اقتدار بی‌نظیری قهرمان مسابقات شد. او ۷ کشتی گرفت و هر ۷ رقیب خود را ضربه فنی کرد و فقط ۷ دقیقه و۲۰ ثانیه روی تشک حضور داشت! در حالی‌که در آن زمان وقت هر کشتی ۹ دقیقه بود یاریگین به‌طور میانگین فقط یک دقیقه برای ضربه کردن هر یک از رقبای خود زمان احتیاج داشت.